# Speocera feminina
Speocera feminina is een spinnensoort uit de familie Ochyroceratidae. De soort komt voor in Angola.